# Rose Bud (Arkansas)
Rose Bud es un pueblo ubicado en el condado de White en el estado estadounidense de Arkansas. En el Censo de 2010 tenía una población de 482 habitantes y una densidad poblacional de 31,36 personas por km².

## Geografía
Rose Bud se encuentra ubicado en las coordenadas 35°19′28″N 92°4′38″O / 35.32444, -92.07722. Según la Oficina del Censo de los Estados Unidos, Rose Bud tiene una superficie total de 15.37 km², de la cual 15.35 km² corresponden a tierra firme y (0.13%) 0.02 km² es agua.

## Demografía
Según el censo de 2010, había 482 personas residiendo en Rose Bud. La densidad de población era de 31,36 hab./km². De los 482 habitantes, Rose Bud estaba compuesto por el 90.04% blancos, el 0% eran afroamericanos, el 0.21% eran amerindios, el 0.21% eran asiáticos, el 0% eran isleños del Pacífico, el 4.77% eran de otras razas y el 4.77% pertenecían a dos o más razas. Del total de la población el 7.05% eran hispanos o latinos de cualquier raza.